# Slaget vid Suomussalmi
Slaget vid Suomussalmi utkämpades mellan finska och sovjetiska trupper under vinterkriget. Sammandrabbningarna ägde rum mellan den 7 december 1939 och den 8 januari 1940. Resultatet var en förkrossande finländsk seger mot överlägset större styrkor.

## Slaget
Den 30 november korsade den sovjetiska 163:e divisionen gränsen mellan Finland och Sovjetunionen och avancerade mot byn Suomussalmi. Det sovjetiska målet var att erövra staden Uleåborg vid Bottenvikskusten och därmed skära av Finland i två delar. Enbart en finländsk bataljon (Er.P 15, ledd av överstelöjtnant Leo Kyander) fanns i området och var placerad i Raate, utanför Suomussalmi. Suomussalmi togs av de sovjetiska styrkorna utan större motstånd den 7 december (enbart två kompanier utförde uppehållande strider mellan gränsen och Suomussalmi), men finländarna brände ner byn för att beröva de ryska styrkorna möjligheten att skydda sig mot köld. Därefter drog sig finländarna tillbaka över sjöarna Niskanselkä och Haukiperä. Den första intensiva striden började den 8 december när sovjetiska styrkor började anfalla över de frusna sjöarna västerut. Deras försök misslyckades totalt. Ett annat anfall av de sovjetiska styrkorna gick mot nordväst, mot Puolanka, som skyddades av bataljonen Er.P 15 som nyss anlänt. Även detta försök misslyckades.
Den 9 december förstärktes försvararna när det nybildade infanteriregementet IR 27 anlände. Överste Hjalmar Siilasvuo utsågs att leda de finländska styrkorna och han började omedelbart utföra motåtgärder för att återerövra Suomussalmi. Huvudstyrkan avancerade mot Suomussalmi men mötte motstånd som orsakade svåra förluster för finländarna.
Den 24 december gjorde ryssarna ett motanfall men misslyckades att bryta igenom de omringande finländska styrkorna.
Förstärkta med ytterligare två nya infanteriregementen (IR 64 och IR 65) anföll finländarna igen den 27 december. Denna gång lyckades man ta byn och de sovjetiska trupperna flydde i panik över de frusna sjöarna. 
Under denna episod hade den sovjetiska 44:e divisionen avancerat österifrån mot Suomussalmi. Divisionen inringades på vägen mellan Suomussalmi och Raate. Mellan den 4 januari och 8 januari lyckades finländarna splittra den sovjetiska divisionen i flera isolerade grupper (kända som mottin), som sedan eliminerades av de finländska trupperna. Detta slag ses ännu i Finland som en symbol för hela vinterkriget.

## Resultat
Slaget slutade i en förkrossande seger för finländarna. Om Sovjetunionen hade erövrat Uleåborg hade finländarna varit tvungna att försvara sitt land på två fronter och den viktiga järnvägslinjen till Sverige skulle ha brutits. Slaget gav även finländarna en viktig moralisk uppryckning. Därtill erövrade finländarna stora mängder materiel och förråd, däribland 43 stridsvagnar, 71 kanoner, 260 lastbilar, 1 170 hästar, 29 pansarvärnskanoner och andra vapen som var av stort värde för den finländska armén eftersom Finland bara hade en enda fullt fungerande stridsvagn vid krigets utbrott.

## Analys
Slaget vid Suomussalmi presenteras ofta som ett skolexempel på hur en liten styrka, som är kunnigt ledd och slåss i bekant terräng, kan vinna över en numerärt mycket överlägsen fiendestyrka. Faktorerna som påverkade slagets utgång var bland annat:
- Större mobilitet: De finska truppernas erhöll större rörlighet genom sin vintervana, skidutrustning och slädar, medan de sovjetiska trupperna var bundna till vägarna på grund av sin tyngre utrustning och ovana vid vinter- och skogsförhållanden.
- Flexibel och icke-ortodox strategi: De finländska styrkorna anföll de sovjetiska soppköken, vilket demoraliserade fienden i den stränga arktiska vintern.
- Det sovjetiska signalskyddets misslyckande: De sovjetiska styrkorna förlitade sig på telefonlinjer för sin kommunikation. Dessa kunde avlyssnas av finländarna vilket gav viktiga upplysningar om de ryska truppförflyttningarna [3].
- Finska arméns kläder och övriga utrustning var väl lämpade för krigföring i djup snö och låga temperaturer.
- Det sovjetiska målet var att dela Finland i två halvor i Uleåborgsregionen. Denna idé ser strategiskt bra ut på papper men var orealistisk i verkligheten. Terrängen i denna del av Finland utgjordes av skogbeklädda träskmarker där vägnätet mest bestod av skogsstigar. De mekaniserade divisionerna vid denna tid var tvungna att hålla sig till vägarna, vilket gjorde dem relativt lätta att utmanövrera och avskära för de finländska skidtrupperna.